# Stille Hilfe für Südtirol
Stille Hilfe für Südtirol e. V. war von 1963 bis 2003 ein gemeinnütziger Verein, der sich laut Satzung für „in Not geratene Angehörige der Deutschen Volksgruppe in Südtirol“ einsetzte.  Bundesweite Bekanntheit erlangte der Verein durch die so genannte „Käseschachtel-Affäre“ um seinen Vorsitzenden Gerhard Bletschacher.

## Ziele des Vereins
Nach seiner Satzung hatte der Verein „der Erhaltung des Volks- und Brauchtums dienend, zur ausschließlichen Zielsetzung, im Rahmen seiner Leistungsfähigkeit allen in Not geratenen  Angehörigen der Deutschen Volksgruppe in Südtirol unmittelbar in ideeller, sozialer und materieller Hinsicht beizustehen.“ In Folge dieser Zielsetzung sollten unter anderem bedürftige Bergbauernfamilien und Dörfer unterstützt werden. Auch die Errichtung von Kindergärten wurde unterstützt.

## Vereinsgeschichte
Der Verein wurde am 13. März 1963 u. a. von Gerhard Bletschacher gegründet. Bletschacher war bis Mai 1995 auch Erster Vorsitzender. Im Laufe der Zeit gelang es, über 30.000 Mitglieder und Förderer zu gewinnen und ca. 60 Mio. DM einzunehmen. Das Geld wurde in der Folge für den Bau von Kindergärten, Rettungsfahrzeugen und in Not geratene Bergbauernfamilien verwendet. In Zusammenarbeit mit dem Südtiroler Bauernbund und der Tageszeitung Dolomiten wurde jährlich der „Südtiroler Bergbauernpreis“ für die Bewirtschaftung von Höfen in benachteiligten Lagen vergeben.
1995 wurde bekannt, dass Bletschacher 4,7 Mio. DM aus dem Vereinsvermögen für sein sich in Schwierigkeiten befindendes Unternehmen veruntreut hatte. Bletschacher trat daraufhin als Vorsitzender zurück und wurde in der Folge zu 3 Jahren und 9 Monaten Haft verurteilt. Der Vorfall wurde nach dem Hauptprodukt des Verpackungsunternehmens als Käseschachtel-Affäre bekannt.
Im Jahr 2003 wurde der Verein nach 40 Jahren durch den Nachfolger von Bletschacher und damaligen Vorsitzenden Walter Layritz aufgelöst.